# 114-й мотострілецький полк (РФ)
114-й гвардійський мотострілецький Духовщинсько-Хінганський ордена Жовтневої Революції, Червонопрапорний, ордена Суворова полк — військове формування Сухопутних військ Збройних сил Російської Федерації у складі 127-ї мотострілецької дивізії 5-ї загальновійськової армії Східного військового округу.
Умовне найменування — Військова частина № 24776 (в/ч 24776). Скорочене найменування — 114 гв. мсп.
Пункт постійної дислокації в м Уссурійськ Приморського краю. Полк під опікою Владивостоцької єпархії РПЦ.

## Історія
19 серпня 1939 року у Красноярську була сформована 119-та Красноярська стрілецька дивізія. У 1941 році брала участь в обороні Москви.
17 березня 1942 дивізія перейменована в 17-ту гвардійську стрілецьку дивізію (17-та гв. сд). 6 липня потрапила у німецьке оточення й з боями проривалася назад в район Патрушино — Льба. Втрачено 3822 людини, і вийшло з оточення лише 1759 осіб.
У липні — серпні 1943 року дивізія брала участь в Курській битві й у наступі на Смоленському напрямку від Духовщина — Смоленськ — Рославль. 29 вересня 1943 року за взяття міста Рудня дивізія нагороджена орденом Червоного Прапора.
9 квітня 1945 взяла участь у штурмі Кенігсберга й очищенні Земландського півострова від німців. 17 квітня 1945 дивізія завершила бойові дії в Європі.
Після початку радянсько-японської війни 17-я гв. сд висунулася до перевалів Великого Хінгану, захопивши столицю Внутрішньої Монголії — м. Ван'ємяо. З'єднання в числі перших перетнуло Хінганський хребет й вийшло до міста Мукден. 23 серпня 1945 року відбувся останній бій з японцями біля станції Дебосси, за що дивізії було присвоєно почесне найменування «Хінганська». Згодом дивізія дислокувалася в місті Цзіньчжоу до травня 1955 року.
У 1957 році 17-та гвардійська стрілецька дивізія була переформована в 123-ту гвардійську мотострілецьку дивізію.
70-та бригада сформована у 2011 році на базі 129-ї кулеметно-артилерійської дивізії.
У 2018 році 70-та мотострілецька бригада переформована в 114-й мотострілецький полк.

## Склад

### 70-та мотострілецька бригада
- управління[6];
- 1-й мотострілецький батальйон;
- 2-й мотострілецький батальйон;
- 3-й мотострілецький батальйон;
- Танковий батальйон;
- 1-й гаубичний самохідно-артилерійський дивізіон;
- 2-й гаубичний самохідно-артилерійський дивізіон;
- Реактивний артилерійський дивізіон;
- Протитанковий артилерійський дивізіон;
- Зенітний ракетний дивізіон;
- Зенітний ракетно-артилерійський дивізіон;
- Розвідувальний батальйон;
- Інженерно-саперний батальйон;
- Батальйон управління (зв'язку);
- Ремонтно-відновлювальний батальйон;
- Батальйон матеріального забезпечення;
- Стрілецька рота (снайперів);
- Рота БПЛА;
- Рота РХБЗ;
- Рота РЕБ;
- Комендантська рота;
- Медична рота;
- Батарея управління та артилерійської розвідки (начальника артилерії);
- Взвод управління і радіолокаційної розвідки (начальника ППО);
- Взвод управління (начальника розвідувального відділення);
- Взвод інструкторів;
- Взвод тренажерів;
- Полігон;
- Оркестр.